# Фукая, Кэндзи
Кэндзи Фукая — японский математик. Специалист в симплектической и римановой геометрии. Член Японской академии наук (2009).

## Биография
С 1978 года учился в университете Токио.
В 1986 году он защитил диссертацию по математике.
С 1987 года ассистент профессора в университете Токио.
С 1994 профессор Киотского университета.

## Признание
- 1989 — Геометрическая премия[яп.].
- 1994 — премия Японского Математического общества[яп.]
- 2002 — Премия Иноуэ
- 2003 — Премия Японской академии наук
- 2009 — Премия Асахи
- 2012 — Премия Фудзивары[яп.]
- В 1990 году он был приглашённым докладчиком на Международном математическом Конгрессе в Киото.
- 1996—2000 и с 2005 года в Совете Японского Математического общества.
- С 2006 года председатель Совета по математике комитета научного Совета Японии.

## Основные работы
- Collapsing Riemannian Manifolds and Eigenvalues of Laplace-Operators, Inventiones Mathematicae, Band 87, 1987, S. 517—557
- совместно с T. Yamaguchi The fundamental group of almost nonnegatively curved manifolds, Annals of Mathematics, Band 136, 1992, S. 253—333
- совместно с Michail Gromow, Jeff Cheeger Nilpotent structures and invariant metrics on collapsed manifolds, Journal of American Mathematical Society, Band 5, 1992, S. 327—372
- совместно с Kaoru Ono Arnold conjecture and Gromov-Witten invariant, Topology, Band 38, 1999, S. 933—1048
- совместно с Y. Oh, H. Ohta, K. Ono Lagrangian intersection Floer theory- anomaly and obstruction, 2007
- Morse homotopy, {\displaystyle A_{\infty }}-Category, and Floer homologies, in H. J. Kim (Herausgeber) Proceedings of Garc Workshop on Geometry and Topology, Seoul National University, 1994, S. 1 — 102
- Floer homology and mirror symmetry. II. Minimal surfaces, geometric analysis and symplectic geometry, Adv. Stud. Pure Math., 34, Math. Soc. Japan, Tokyo, 2002, S. 31-127
- Multivalued Morse theory, asymptotic analysis and mirror symmetry in Graphs and patterns in mathematics and theoretical physics, Proc. Sympos.Pure Math., Band 73, American Mathematical Society, 2005, S. 205—278
- Herausgeber Topology, Geometry and Field Theory, World Scientific 1994
- Herausgeber Symplectic geometry and mirror symmetry (Konferenz Korea Institute for Advanced Study, Seoul 2000), World Scientific 2001